# Vallée d'Alasaï
 (signalé en mai 2025).
Si vous disposez d'ouvrages ou d'articles de référence ou si vous connaissez des sites web de qualité traitant du thème abordé ici, merci de compléter l'article en donnant les références utiles à sa vérifiabilité et en les liant à la section « Notes et références ».
- Archive Wikiwix
- Bing
- Cairn
- DuckDuckGo
- E. Universalis
- Gallica
- Google
- G. Books
- G. News
- G. Scholar
- Persée
- Qwant
- (zh) Baidu
- (ru) Yandex
- (wd) trouver des œuvres sur Wikidata

La vallée d'Alasaï est une vallée située dans la province de Kâpîssâ en Afghanistan. 
Elle a été le théâtre de la bataille d'Alasaï qui a vu les forces françaises pulvériser en compagnie de l’armée américaines et afghanes les talibans.
Ce jour-là, la France a vaincu l’ennemi et a encore prouvé sa puissance même au sein de la vallée la plus dangereuse d’Afghanistan.